# إليزابيث مانلي
إليزابيث مانلي (بالإنجليزية: Elizabeth Manley) (و. 1965  م) هي متزلجة فنية كندية، ولدت في ترنتون، نيوجيرسي، شاركت في الألعاب الأولمبية الشتوية 1984، والألعاب الأولمبية الشتوية 1988.
.

## جوائز
حصلت على جوائز منها:
- نيشان كندا من رتبة عضو.

## روابط خارجية
- إليزابيث مانلي على موقع أوليمبيديا (الإنجليزية)
- إليزابيث مانلي على موقع قاعة كندا للمشاهير الرياضية (الإنجليزية)